# Малий Шудугуж
Малий Шудугу́ж (рос. Малый Шудугуж, марій. Изи Шудыгуж) — присілок у складі Кілемарського району Марій Ел, Росія. Входить до складу Кілемарського міського поселення.

## Населення
Населення — 33 особи (2010; 58 у 2002).
Національний склад (станом на 2002 рік):
- росіяни — 47 %
- марійці — 26 %